# Era Aviation
Era Aviation — региональная авиакомпания Соединённых Штатов Америки со штаб-квартирой в городе Анкоридж (Аляска), США. Выполняет авиаперевозки под торговой маркой (брендом) Frontier Alaska и имеет партнёрское соглашение с магистральной авиакомпанией США Alaska Airlines. Штаб-квартира находится в Международном аэропорту Анкоридж имени Теда Стивенса.

## История
Авиакомпания Era Aviation была создана в 1948 году Карлом Брэди (англ. Carl Brady) и начала авиационные перевозки на первом и единственном в то время в штате Аляска вертолёте в рамках государственного контракта с правительством Соединённых Штатов.
В мае 1983 года авиакомпания открыла регулярные коммерческие перевозки и в том же году была приобретена коммерческой компанией Rowan Companies.
27 февраля 2009 года Era Aviation стала дочерним подразделением управляющего холдинга HoTH, Inc. наряду с тремя местными авиакомпаниями Arctic Circle Air, Frontier Flying Service и Hageland Aviation Services. Четыре авиационных перевозчика холдинга в настоящее время работают под общим брендом Frontier Alaska и имеют самый крупный флот и самую большую маршрутную сеть среди других авиакомпаний в штате Аляска.

## Флот
По состоянию на апрель 2009 года авиакомпания Era Aviation эксплуатирует воздушный флот, состоящий из следующих самолётов:
- Beechcraft 1900D — 3 единицы;
- Bombardier Dash 8 Q100 — 10 единиц.

## Маршрутная сеть
По состоянию на апрель 2009 года авиакомпания Era Aviation выполняла регулярные коммерческие авиаперевозки по следующим направлениям:
1. Анкоридж (ANC) — Международный аэропорт Анкоридж имени Теда Стивенса
2. Аниак (ANI) — Аэропорт Аниак
3. Барроу (BRW) — Аэропорт Барроу имени Уили Поста-Уилла Роджерса
4. Бетел (BET) — Аэропорт Бетел (Аляска)
5. Кордова (CDV) — Аэропорт имени Мерля (Мудхола) Смита
6. Эммона (EMK) — Аэропорт Эммонак
7. Фэрбанкс (FAI) — Международный аэропорт Фэрбанкс
8. Хомер (HOM) — Аэропорт Хомер
9. Кенай (ENA) — Муниципальный аэропорт Кенай
10. Кадьяк (ADQ) — Аэропорт Кадьяк
11. Валдес (VDZ) — Аэропорт Валдес